# Friedrich August von Eyff
Friedrich August von Eyff (* 1728 in Geldern; † nach 1792) war ein preußischer Major. Er war der letzte Chef des Stettiner Landregiments.

## Leben

### Herkunft und Familie
Friedrich August war Angehöriger einer gelderschen Familie. Ein preußischer Artillerie-Offizier namens Eyff (Eiff) war am 11. Dezember 1705 in den erblichen preußischen Adelsstand erhoben worden.  Das Geschlecht soll späterhin dem hessischen Adel angehört haben.

### Werdegang
Eyff diente seit 1747 in der Preußischen Armee. Er bewährte sich im Siebenjährigen Krieg und im Bayerischen Erbfolgekrieg. Am 16. Januar 1781 avancierte er im  Infanterieregiment Nr. 8 zum Major. Er wurde am 19. Juli 1784 als Chef des Stettiner Landregiments versorgt. Das Regiment wurde 1788 aufgelöst. Es trug bis zur Auflösung seinen Namen als „Stettinisches Landregiment von Eyff“.